# Beavertown
Beavertown és una població dels Estats Units a l'estat de Pennsilvània. Segons el cens del 2000 tenia 870 habitants.

## Demografia
Segons el cens del 2000, Beavertown tenia 870 habitants, 364 habitatges, i 256 famílies. La densitat de població era de 436,2 habitants per quilòmetre quadrat.
Dels 364 habitatges en un 30,5% hi vivien nens de menys de 18 anys, en un 59,9% hi vivien parelles casades, en un 7,4% dones solteres, i en un 29,4% no eren unitats familiars. En el 26,6% dels habitatges hi vivien persones soles el 15,4% de les quals corresponia a persones de 65 anys o més que vivien soles. El nombre mitjà de persones vivint en cada habitatge era de 2,39 i el nombre mitjà de persones que vivien en cada família era de 2,88.
Per edats la població es repartia de la següent manera: un 23,7% tenia menys de 18 anys, un 5,6% entre 18 i 24, un 30,2% entre 25 i 44, un 23,7% de 45 a 60 i un 16,8% 65 anys o més.
L'edat mediana era de 38 anys. Per cada 100 dones de 18 o més anys hi havia 87 homes.
La renda mediana per habitatge era de 36.146 $ i la renda mediana per família de 43.088 $. Els homes tenien una renda mediana de 30.515 $ mentre que les dones 20.952 $. La renda per capita de la població era de 16.792 $. Entorn del 3,1% de les famílies i el 6,4% de la població estaven per davall del llindar de pobresa.

## Poblacions més properes
El següent diagrama mostra les poblacions més properes.